# 施觀民
施觀民（1532年—1584年），字于我，號龍冈，福建福州府福清縣人，民籍，明朝政治人物。

## 生平
嘉靖四十年（1561年）辛酉科福建鄉試第九十名舉人。嘉靖四十四年（1565年）中式乙丑科會試第五十六名，二甲第六十八名進士。户部观政，四十五年十月授户部主事，督崇文门课，隆慶三年（1569年）七月升员外，四年十一月升任郎中。隆庆五年（1571年）正月出知常州府，创龙城书院，大振常州文風，万历元年（1573年）癸酉科乡试時，常州中举者三十多人。吏部侍郎孙继皋为弟子员时，观民看好他的文章必能魁天下，明年（万历二年）廷对果然得第一名状元，人服其鉴。万历三年（1575年）十月离任，擢广东副使，兵备海南。五年正月考察降用，七年正月致仕，年五十三卒。孙继皋走千里入闽哭其丧。

## 家族
曾祖施文全，壽官；祖父施積茂，乡饮宾；父施見可，庠生累赠知府；母何氏，累封恭人。弟观桂、观法、观执。